# Lissonota cribraria
Lissonota cribraria là một loài tò vò trong họ Ichneumonidae.